# Шуйлюфэн (городище)
42°32′20″ с. ш. 130°34′08″ в. д.
Шуйлюфэн (Шаньчэн) (переводится с китайского как «пик водного потока») — городище, памятник археологии, датируемый периодом государства Чосон (1392—1897), находится в Хасанском районе Приморского края. Расположено между восточным склоном горы Шуйлюфэн и горой Барабаш, северо-западнее озера Хасан, в 2 км южнее пика Поворотного (Линдун), в 14 км к северу от посёлка Хасан, на линии государственной границы КНР — РФ, разделяющей его пополам.
В российской историографии существовало мнение о том, что после падения империи Цзинь (1115—1234) и государства Восточное Ся (1215—1233) территория Приморья, до заселения её русскими, оставалась пустынным местом. После исследования городища Шуйлюфэн появились новые археологические источники, которые рассказывают о позднесредневековом периоде истории Приморья.

## История исследования памятника
Впервые городище было упомянуто за 1864 год в отчёте топографа З. М. Белкина, проводившего съёмку побережья залива Посьета. Он писал, что в районе левого истока реки Карасик, впадающей в бухту Экспедиции, обнаружены земляной вал и развалины четырёхугольной постройки из синих кирпичей. В 2002 году оно было обследовано археологами А. А. Карповым и Ю. Г. Никитиным, и датировано средневековьем. Первоначально Шуйлюфэн было датировано периодом существования корейского государства Корё (935—1392). Судя по месту расположения и фортификационным сооружениям, оно несло функцию крепости-сторожевика. В 2016—2017 гг. Приморской археологической экспедицией ИИАЭ ДВО РАН были проведены исследования памятника. Уточнялись его датировка, размеры, проводилось описание фортификационных сооружений, изучение культурного слоя, сбор археологического материала, был составлен топографический план.

## Описание
«Атлас карт памятников материальной и духовной культуры Китая» так описывает городище: «Шуйлюфэн (Шаньчэн) расположено на горе Шуйлюфэн на границе РФ и КНР примерно в 3 км восточнее деревни Цюаньхэцунь волости Цзинсиньсян. Время — периоды Ляо, Цзинь. Площадь городища проходит по современной российско-китайской границе. Городская стена (вал) построена из камня. С китайской стороны её длина составляет около 1,3 км, ширина основания — 5 м, высота стены — 1—1,5 м. На внешней части городища у южной стены имеется ров шириной 5—6 м, глубиной 1 м».

После проведения топографической съёмки крепости выявились небольшие расхождения с данными из китайских источников. Городище располагается на южном склоне пика Поворотного, между двумя оврагами, что является хорошей естественной защитой. С северной стороны имеется также естественная защита — высокий горный массив. По всему периметру укрепление обнесено каменной стеной, сложенной из больших блоков, подогнанных друг к другу, а в промежутках между ними вставлялись камни меньших размеров — клинья. С внешней стороны имеется ров. В плане городище имеет вид равнобедренной трапеции площадью 3,5 га. Периметр стен — 727,5 м. Стены (вал) городища каменные; их ширина у основания — 5—8 м, по гребню — 3—4 м, высота — 1,5—2 м. С северной, восточной и южной сторон имеются проёмы для ворот шириной: с северной и восточной сторон около 3 м, с южной — 2 м (западная сторона не обследовалась, так как расположена на территории КНР). Южный вал достигал высоты до 3 м. С внутренней стороны южного входа обнаружены четыре базы (основания) от колонн, на которых крепилась колоннадная надвратная арка с черепичным оформлением. Северная и южная стороны городища дополнительно укреплены рвами. Для датировки памятника был использован керамический материал, глазурованная посуда, фрагменты черепицы со следами штамповки, фрагменты чугунного лемеха от плуга и чугунного котла, метод строительства фортификационных сооружений. Было определено, что постройка крепости Шуйлюфэн относится ко времени формирования границ государства Чосон (1392—1897 гг.). К 1434 году для обороны и закрепления на новых территориях было создано шесть специальных округов (Чонсон, Онсон, Кёнвон, Кёнхын, Пурён, Хверён). Вокруг округов создавались оборонительные сторожевые крепости, к одной из которых относилась Шуйлюфэн.